# Avenue Octave-Gréard
L’avenue Octave-Gréard est une avenue du 7e arrondissement de Paris.

## Situation et accès
Longue de 110 mètres, elle commence avenue Gustave-Eiffel et allée Thomy-Thierry et finit au 15, avenue de Suffren.
Le quartier est desservi par la ligne 6, à la station Bir-Hakeim et par la ligne C du RER, à la gare du Champ de Mars - Tour Eiffel.

## Origine du nom

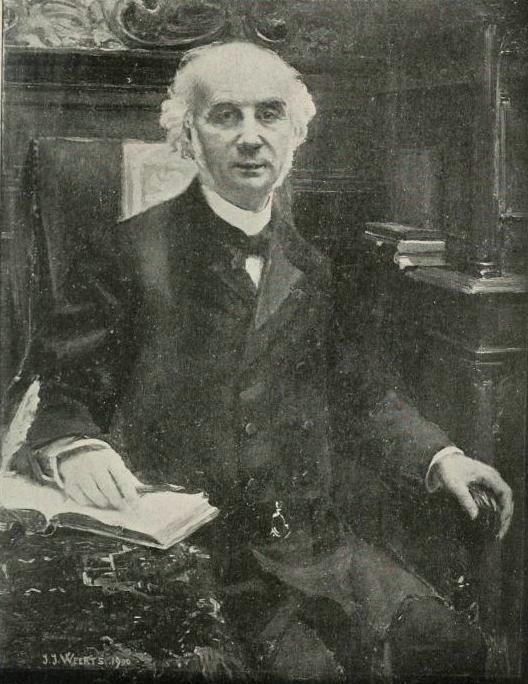
Octave Gréard.

Cette voie porte le nom d’Octave Gréard (1828-1904), littérateur et vice-recteur de l’Université de Paris.

## Historique
La voie est créée par la Ville de Paris et prend son nom actuel en 1907, lors du réaménagement du Champ-de-Mars.

## Bâtiments remarquables et lieux de mémoire

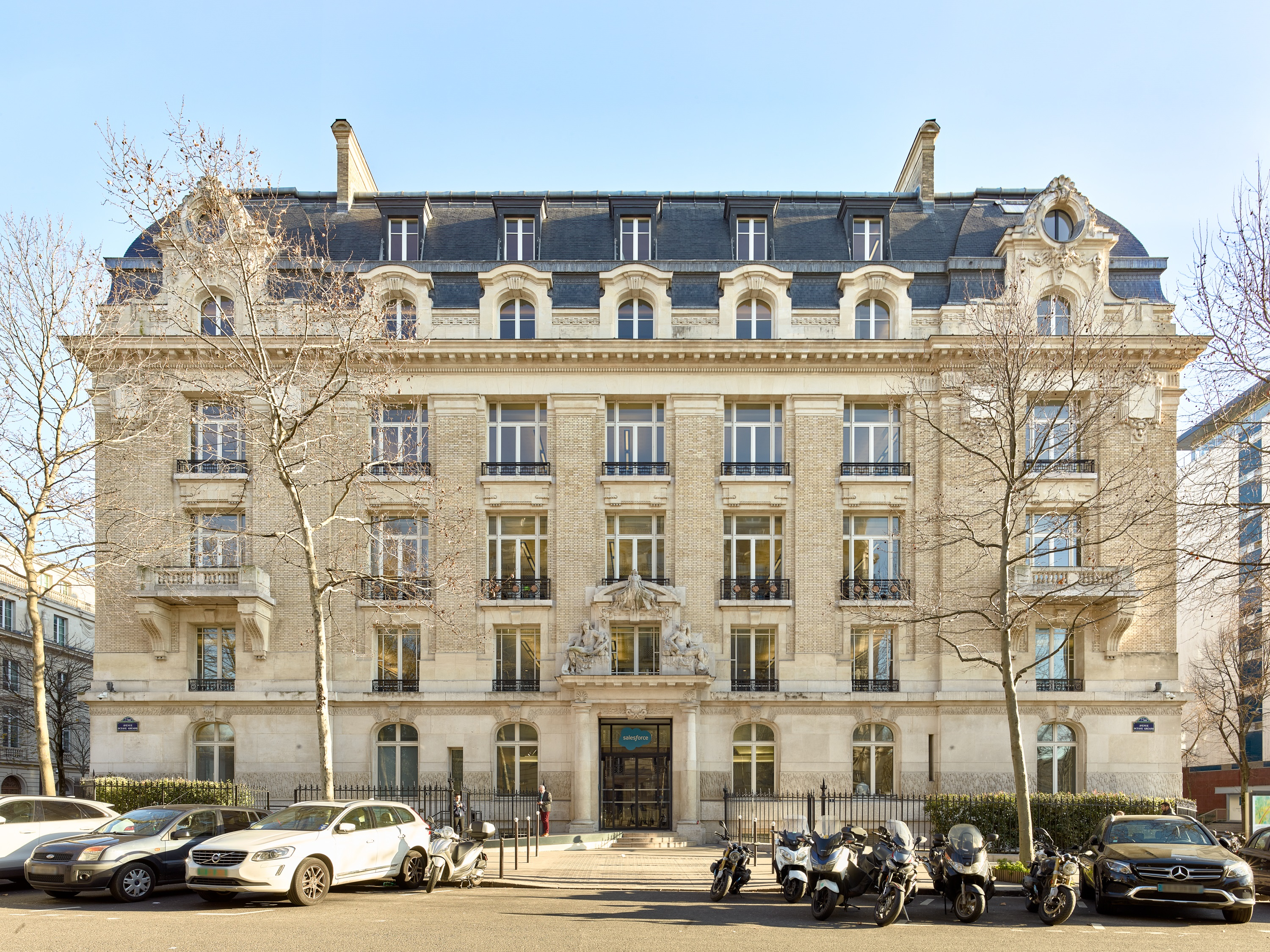
No 3.

- No 2 : en 1925, cet immeuble accueille la légation et le consulat général de Honduras[1].
- No 3 : immeuble construit en 1916 par l’architecte René Patouillard-Demoriane pour le ministère de la Marine[2]. Il a été vendu en 2003 par le ministère des Armées[3].